# ابلعاس (تاهلوانت)
ابلعاس هي إحدى مشيخات المملكة المغربية، تتبع جغرافيا لإقليم الصويرة وإداريًا لتاهلوانت. يقدر عدد سكانها بـ 2382 نسمة حسب الإحصاء الرسمي للسكان والسكنى لسنة 2004.